# Нарзанная галерея
Нарзанная галерея — памятник архитектуры XIX века, расположенный в курортном парке города Кисловодска.

## История создания
Первый каптаж (Мясниковский сруб), созданный вокруг источника Нарзан, представлял собой деревянный колодец с оградой вокруг. Он был построен в 1823 году и просуществовал около 30 лет. Рядом с каптажем была сооружена крытая парусиновая галерея, предназначенная для того, чтобы посетители могли прогуливаться между приемами нарзана, а также для защиты от непогоды.
Позднее для строительства Нарзанной галереи М. С. Воронцовым был приглашен английский архитектор С. И. Уптон. По его замыслу здание должно было объединить под одной крышей источник, галерею и купальни. В 1851 году на месте прежнего деревянного каптажа архитектор создал новый каменный бассейн. Галерея была построена в стиле «готического романтизма», и по своей форме напоминала замочную скважину, в центре которой расположился «ключ» — источник Нарзана. Фасады здания украшены арками и пирамидальными башенками. Строительство было завершено в 1853 году. Галерея сохранилась до настоящего времени в первозданном виде, претерпев лишь незначительные изменения в убранстве интерьера.

## История развития

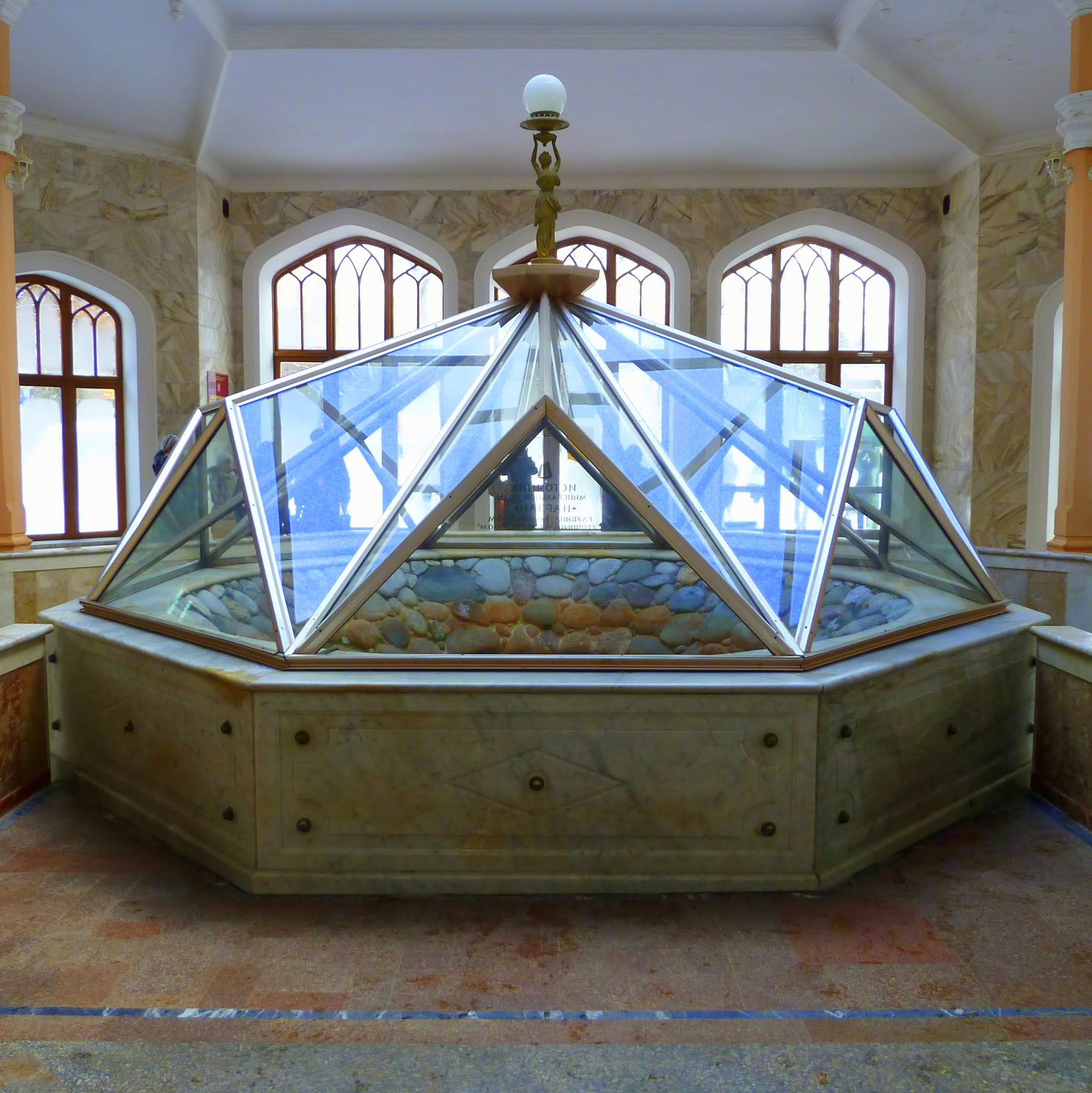
Каптаж 1894 года над источником

11 августа 1893 года почва и пол галереи с юго-восточной стороны провалились, как раз неподалёку от места первоначального выхода источника. В связи с этим, осенью 1893 года началась реконструкция каптажа под руководством старшего горного инженера КМВ Клементия Франциевича Ругевича. Была увеличена глубина колодца до 6,5 метров. 1-4 мая 1894 года было завершено строительство нового каменного каптажа, который приобрел форму восьмиугольника с беломраморной внешней отделкой. Вокруг была сделана мраморная траншея, а в стенках колодца краны в виде львиных голов, расположенные ниже его уровня для забора воды. Воду для питья набирали работницы-источницы, которых шутливо называли «нимфами». В 1895 году над колодцем с источником был монтирован стеклянный колпак для сбора углекислого газа и предотвращения загрязнения источника. Спустя несколько лет стали очевидными погрешности в устройстве каптажа — в 1900 году Нарзан стал просачиваться через стенки колодца. В результате сильного наводнения в мае 1903 года каптаж Нарзана был сильно поврежден, что потребовало проведения капитального ремонта, который начался в марте 1908 года. Руководителем был назначен младший инженер И. М. Пугинов. Из Кронштадта были вызваны водолазы, которые тщательно исследовали дно колодца. Колодец в месте утечки был обнесен кольцом из глины и бетона; внешний вид каптажа при этом не изменился. В мае 1908 года был заменён стеклянный колпак над источником. Именно в таком виде каптаж сохранился до наших дней.
В 1974 году постановлением Совета министров РСФСР № 624 здание Нарзанной галереи было признано памятником культуры государственного значения. В настоящее время является объектом культурного наследия России федерального значения как памятник градостроительства и архитектуры.
Федеральное Государственное Бюджетное Учреждение «Национальный парк «Кисловодский» занимает часть здания Нарзанной галереи.

## Галерея

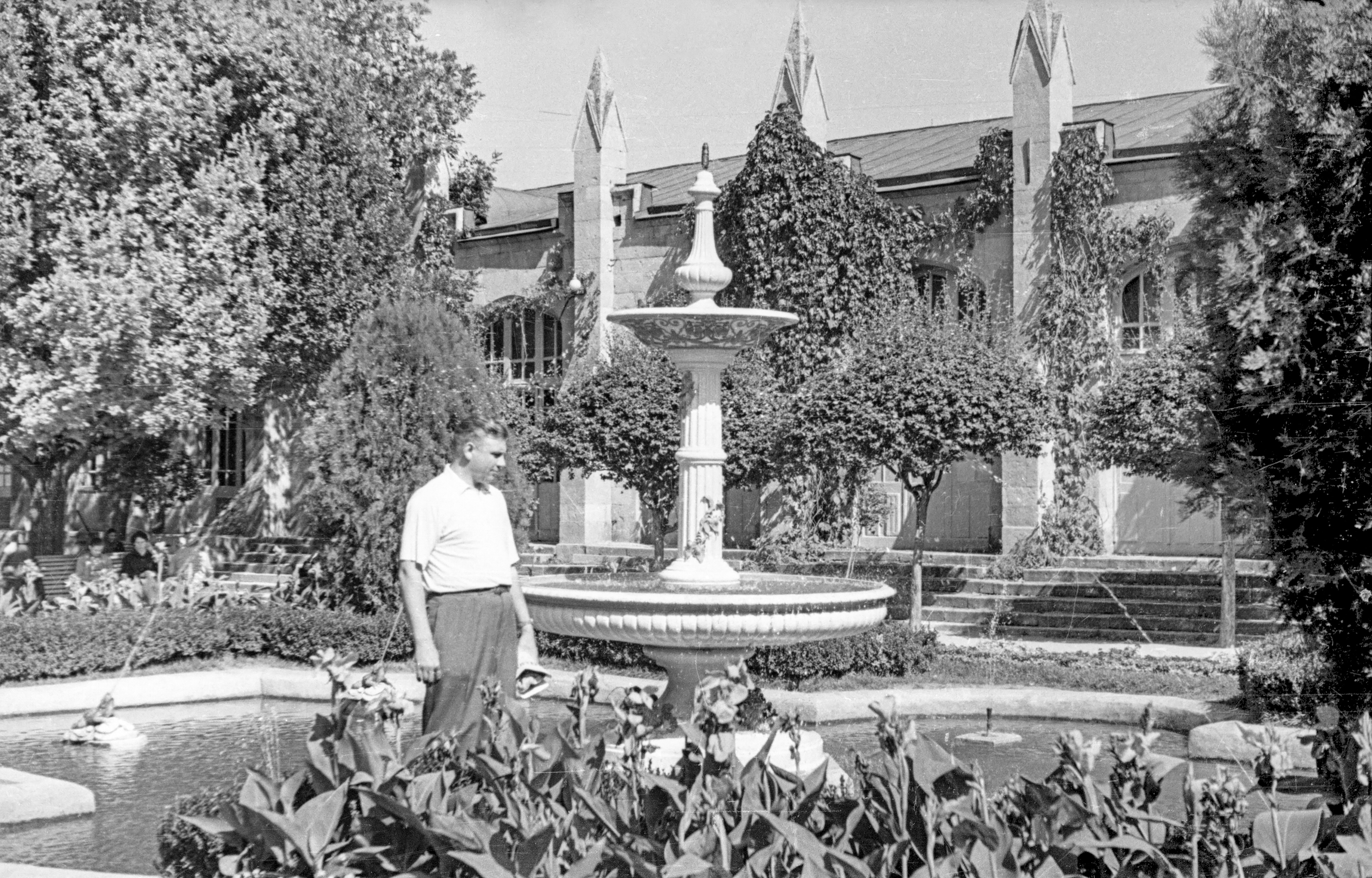
Фотография 1960 года
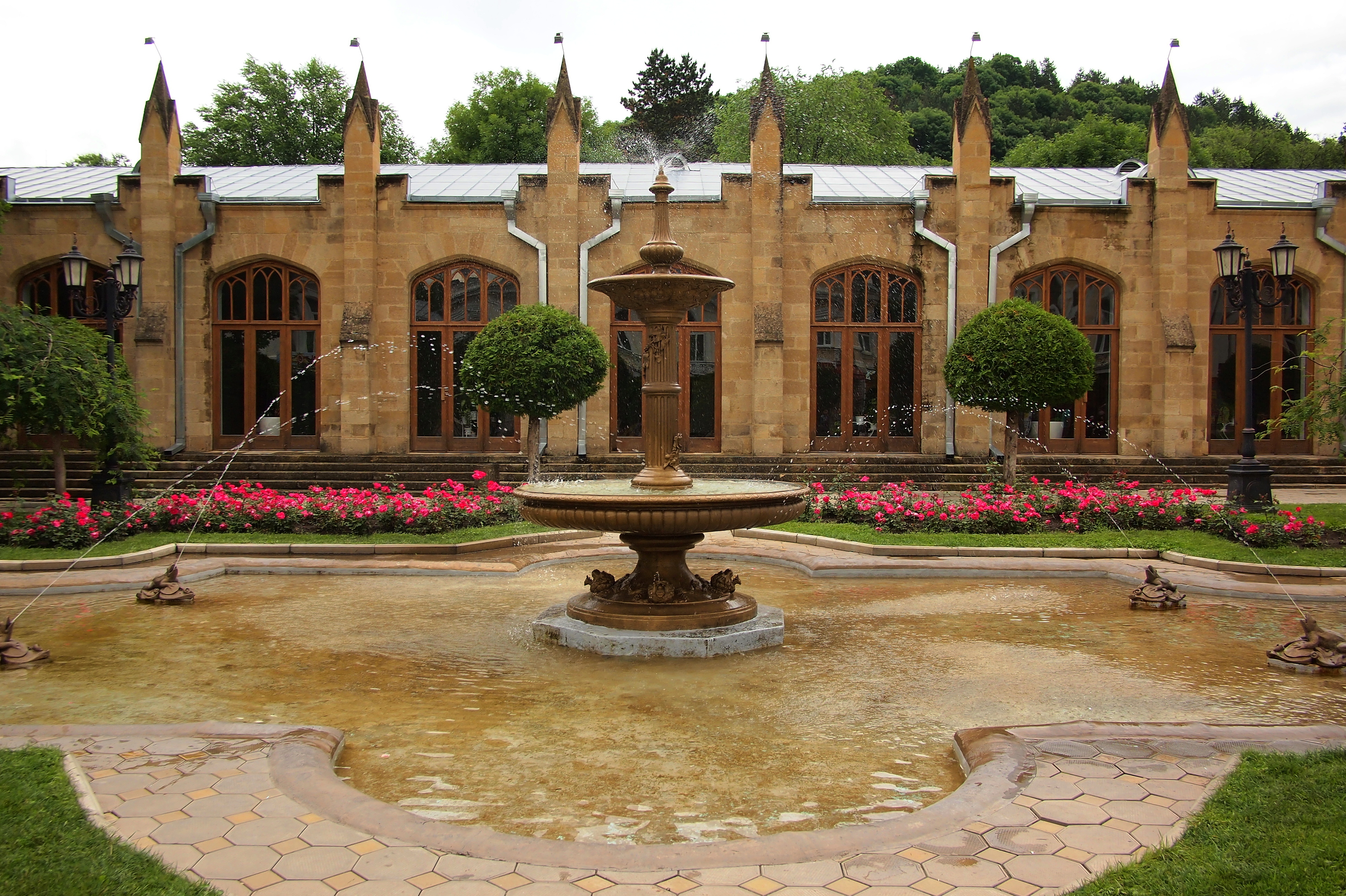
Фонтан "Лягушки" перед Нарзанной галереей
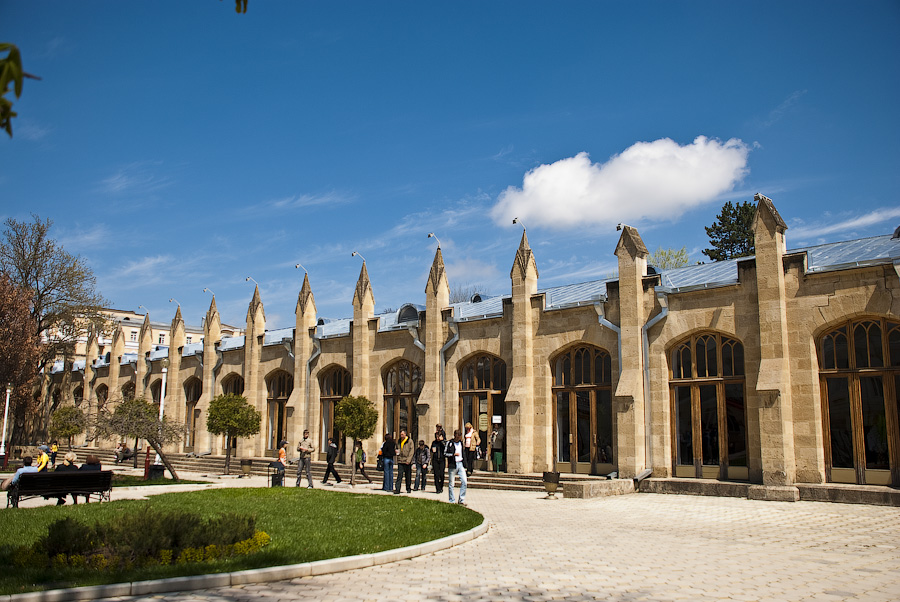
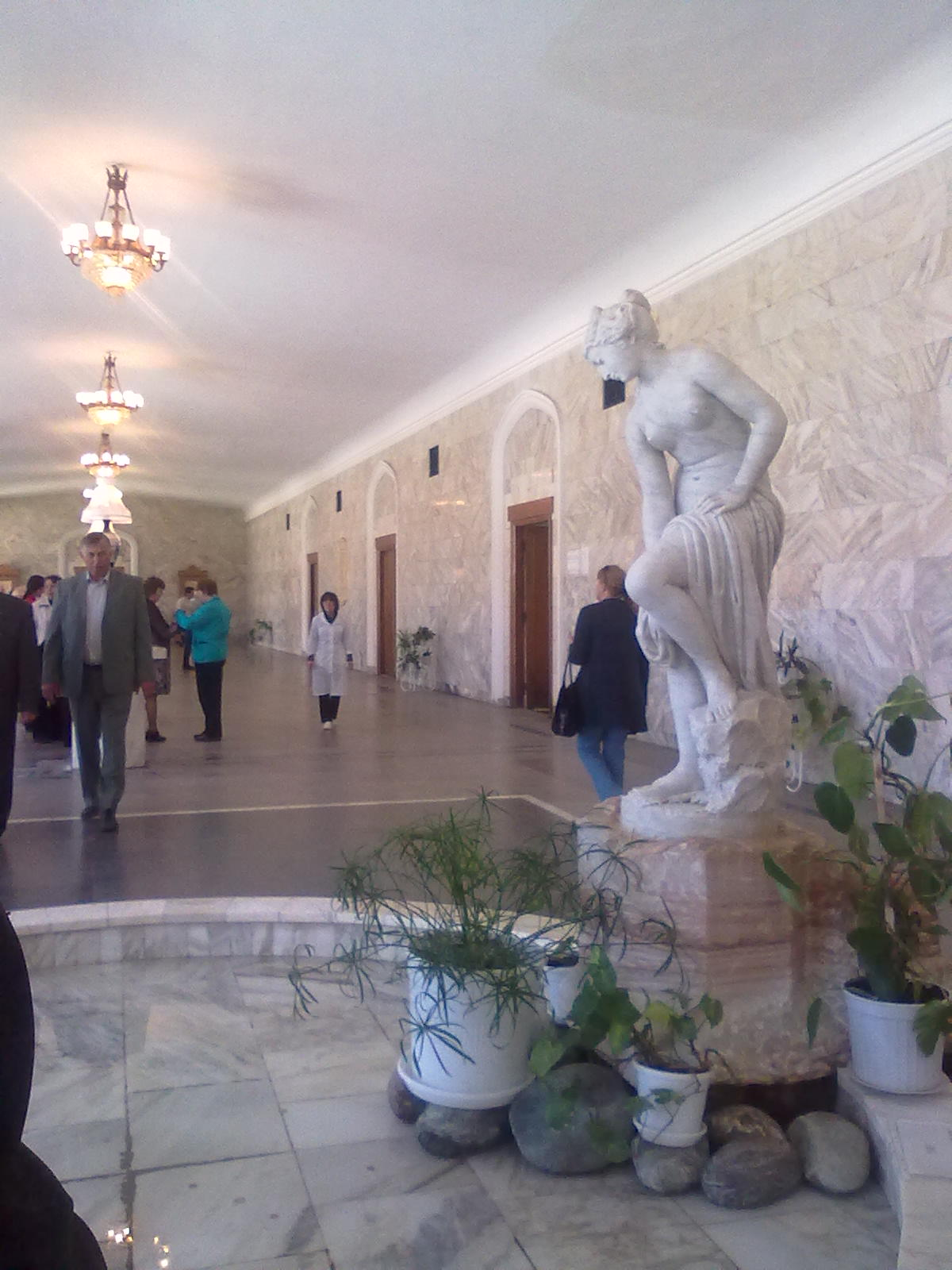
Внутренний зал
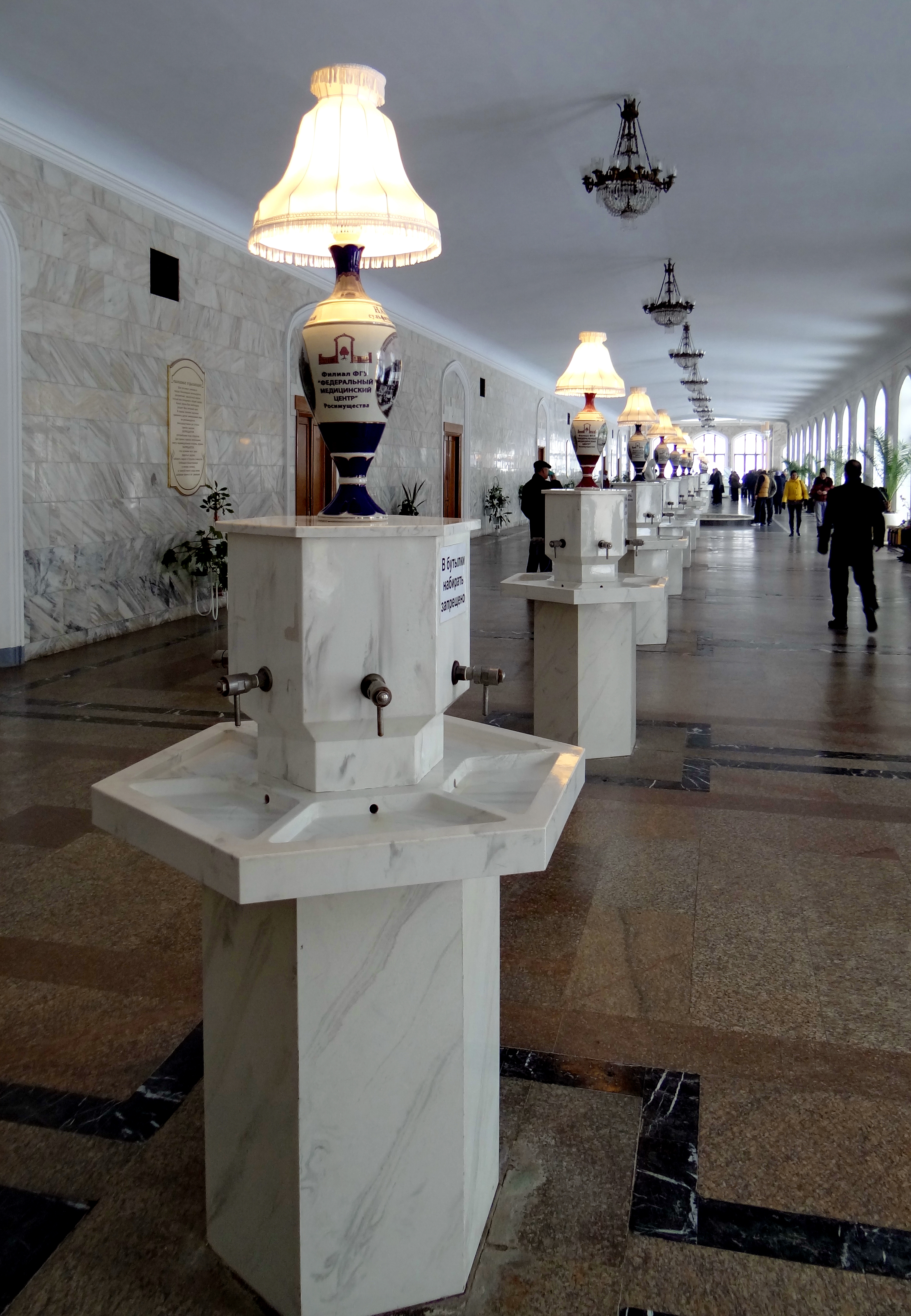
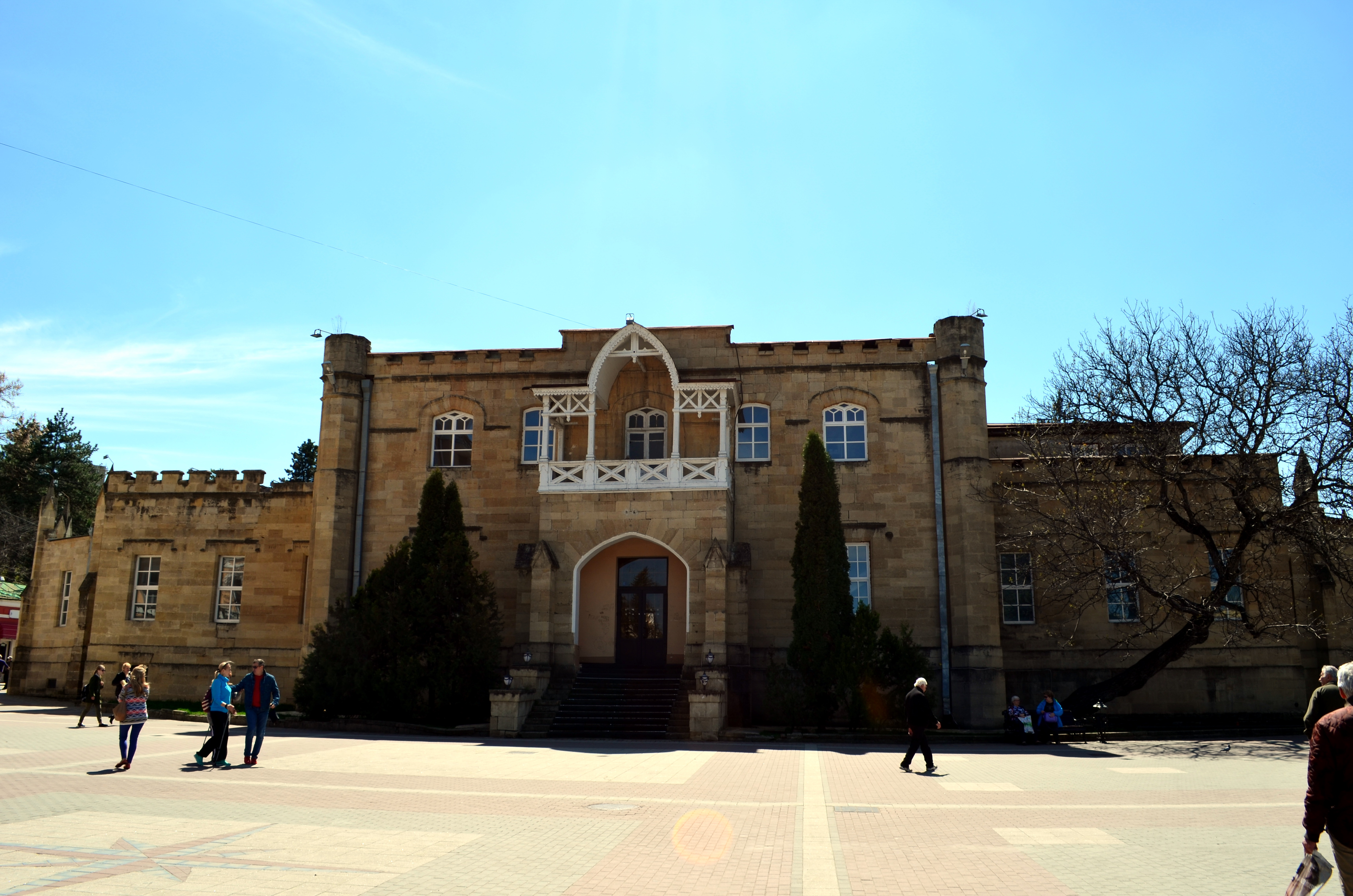
Нарзанная галерея со стороны Курортного бульвара
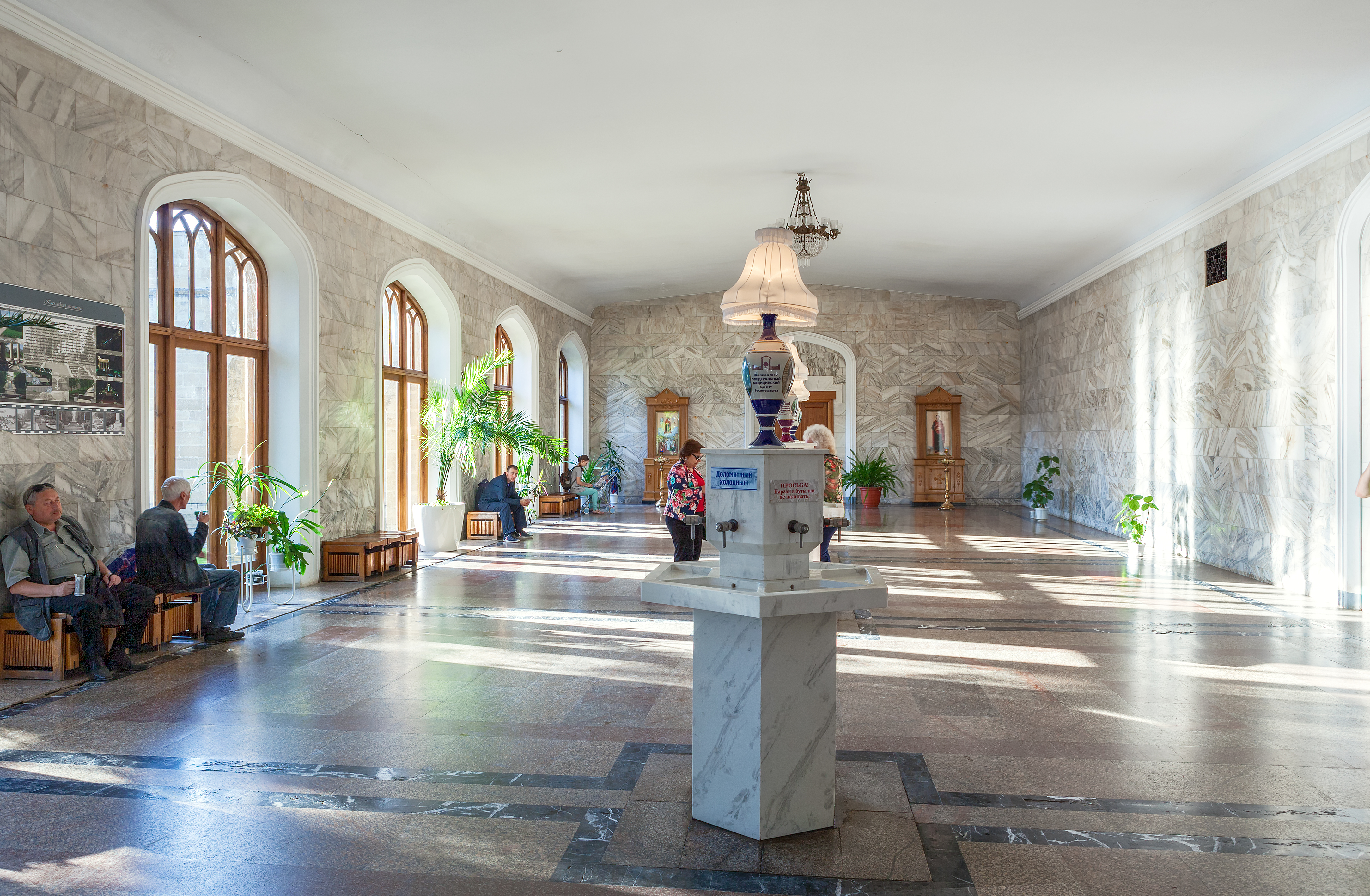
Внутренний зал нарзанной галереи
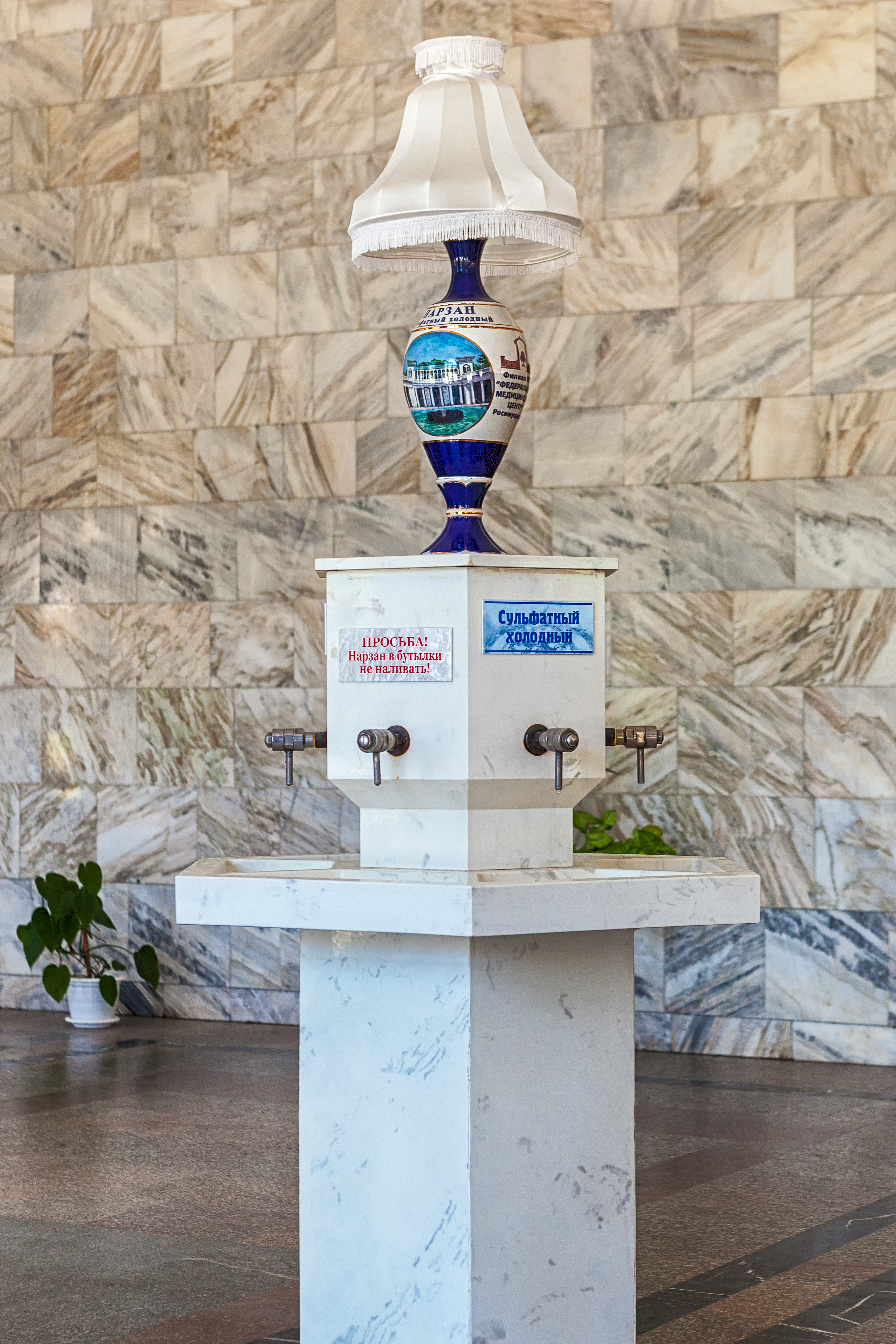
Кран с нарзаном сульфатным холодным